# Монтур (окръг, Пенсилвания)
Окръг Монтур (на английски: Montour County) е окръг в щата Пенсилвания, Съединени американски щати. Площта му е 342 km², а населението - 18 272 души (2017). Административен център е град Данвил.